# Ма, Николя
Николя Ма (фр. Nicolas Mas, родился 25 мая 1980 в Перпиньяне) — французский регбист, проп (столб). Выступал на протяжении 14 лет за клуб «Перпиньяне».